# Eduardo Mayone Dias
Eduardo Alberto Mayone Dias (Lisboa, 2 de fevereiro de 1927 — Los Angeles, 24 de abril de 2021) foi um professor da Universidade da Califórnia que se distinguiu como investigador, pedagogo, filólogo e, especialmente, como estudioso da literatura e da cultura de língua portuguesa nos Estados Unidos.

## Biografia
Eduardo Mayone Dias nasceu em Lisboa em 1927, cidade onde realizou os seus estudos secundários. Licenciou-se em Filologia Germânica pela Universidade de Lisboa no ano de 1949. Nos anos imediatos foi leitor de Português em Cambridge, Inglaterra. Pouco depois partiu para o México, onde foi professor de Inglês, fixando-se na Califórnia, Estados Unidos, a partir de 1961. Na Califórnia ensinou Português no Defense Language Institute, em Monterey, e, a partir de 1964, foi instrutor de Língua e Literatura Portuguesa na Universidade da Califórnia em Los Angeles, na qual permaneceria como docente até se reformar em 1993.
Doutorou-se em Literaturas Hispânicas na University of Southern California (Universidade do Sul da Califórnia), em Los Angeles, no ano de 1971, com uma tese de doutoramento sobre Menéndez y Pelayo e a cultura portuguesa, mais tarde editada em Coimbra.
Após o doutoramento manteve-se como docente na University of California (Los Angeles), dedicando a maior parte da sua carreira à investigação sobre a presença lusa, sobretudo açoriana, na Califórnia. Este percurso levou a que estabelecesse laços de proximidade com a comunidade açoriana da Califórna, na qua efectivamente se integrou, a ponto dos seus escritos constituirem fonte indispensável para o conhecimento da presença açoriana no oeste dos Estados Unidos.
Para além da sua actividade como investigador e docente universitário, teve uma importante ação cívica, especialmente ao estimular alunos de origem açoriana a frequentar os cursos de língua e cultura portuguesa, tanto na universidade onde lecionava como nos cursos de verão na Universidade da Califórnia em Santa Bárbara. Também se notabilizou pela sua participação em eventos culturais organizados pelas comunidades locais de origem portuguesa.
Manteve ao longo dos anos colaboração frequente com a imprensa luso-americana, com a imprensa açoriana e com a imprensa da diáspora portuguesa um pouco por todo o mundo, deixando uma vasta obra dispersa por numerosos periódicos. Dedicou-se também à elaboração de manuais didáticos de português para estrangeiros. Foi colaborador da Enciclopédia Açoriana.

## Obras
Autor de uma longa lista bibliográfica que inclui, entre muitos outros, os seguintes títulos:
- (1975) Menéndez y Pelayo e a Literatura Portuguesa. Coimbra, Separata de Biblos, vol. 44: 311-460.
- (1977) Portugal: Língua e Cultura (em co-autoria com o hispanista Thomas A. Lathrop e Joseph G. Rosa). Los Angeles, Cabrilho Press.
- (1981) Crónicas das Américas. Lisboa, Ler.
- (1982) Cantares de Além-Mar. Coimbra, Universidade de Coimbra (uma colectânea de poesia vivencial popular de emigrantes portugueses nos Estados Unidos).
- (1982) Açorianos na Califórnia. Angra do Heroísmo, Secretaria Regional de Educação e Cultura da Direcção Regional dos Serviços Sociais da Região Autónoma dos Açores.
- (1983) Coisas da L(USA)lândia. Lisboa, Instituo Português de Ensino à Distância.
- (1986) 100 Anos de Poesia Portuguesa na Califórnia (colectânea co-organizada com Donald Warrin). Porto, Secretaria de Estado das Comunidades Portuguesas, Centro de Estudos.
- (1986) Novas Crónicas das Américas (com «Advertência prévia» do Autor e «Uma Compreensão sem Fronteiras» de José Martins Garcia). Peregrinação, Baden, Suíça/Cacilhas.
- (1989) Falares Emigreses – uma abordagem ao seu estudo. Lisboa, Instituto de Cultura e Língua Portuguesa, Ministério da Educação e da Cultura.
- (1992) Brasil: Língua e Cultura, (co-autor). Newark, Delaware, LinguaText
- (1992) Crónicas da Diáspora. Lisboa, Salamandra.
- (1993) Escritas de Além-Atlântico. Lisboa, Salamandra.
- (1995) Portugal: Língua e Cultura, nova versão (em co-autoria com Tom Lathrop). Newark, Delaware,  Linguatext Ltd.
- (1997) Miscelânea L(usa)landesa. Lisboa, Cosmos.
- (1997) O Meu Portugal Antigo e Distante. Rumford, RI.
- (1999) Portugal's Secret Jews: The End of an Era. Rumford, R.I., Peregrinação.
- (1999) Criptojudeus Portugueses: O Fim de uma Era. Rumford, R.I, Peregrinação Public.
- (2000) Portugueses na Guerra do Vietname (co-coordenador). Rumford, R.I., Peregrinação Public.
- (2002) A Presença Portuguesa na Califórnia (coordenador). Rumford, R.I., Peregrinação Public.
- (2002) Das Guerras de África à Diáspora Americana (co-autor). Rumford, R.I., Peregrinação Publications.
- (2003) Portugal: Lingua e Cultura (Portuguese Edition) (em co-autoria com Tom Lathrop). Newark, Delaware,  Linguatext Ltd.
- (2009) The Portuguese Presence in California (tradução de Katharine F. Baker, Dr. Bobby J. Chamberlain & Diniz Borges). Portuguese Heritage Publications of California, San José, 2009.
- (2014) Crónicas Americanas. Opera Omnia, Guimarães, 2013.
- (2017) Memórias de um Burocrata Invisível (Autobiografia e Algo Mais). Portuguese Heritage Publications of California, San José, 2017.